# Ivan Nikitovič Kožedub
Ivan Nikitovič Kožedub (ukrajinsky Іван Микитович Кожедуб, rusky Иван Никитович Кожедуб; 8. června 1920, Obražijevka – 8. srpna 1991) byl sovětský pilot a spojenecké letecké eso druhé světové války s 62 samostatnými sestřely . Byl trojnásobným Hrdinou Sovětského svazu a od roku 1985 byl maršálem letectva. Z dalších vyznamenání obdržel Leninův řád, Řád rudého praporu (7×), Řád Alexandra Něvského, Řád Vlastenecké války 1. stupně, Řád rudé hvězdy (2×).

## Život

### Mládí
Narodil se jako nejmladší z pěti děti v ukrajinské rolnické rodině 8. června 1920 ve vesnici Obražijevka v Černigovské guernii v Ukrajinské SSR(dnes Sumská oblast. Později studoval na středním chemicko-technologickém učilišti. Navštěvoval aeroklub ve městě Šostka.

### Velká vlastenecká válka
V roce 1940 nastoupil do Rudé armády. V roce 1941 absolvoval Čugujevské letecké učiliště a později zde sloužil jako letecký instruktor. Po vpádu nacistických vojsk byla letecká škola evakuována do Střední Asie. Zde létal na cvičných strojích U-2 a I-16.
Na frontu se mu podařilo dostat až po několika žádostech. V listopadu 1942 byl nakonec přidělen k 240. IAP v hodnosti staršij seržant a 26. března 1943 se poprvé zúčastnil v rámci Voroněžského frontu vzdušných bojů s nepřítelem nad kurským obloukem. Při tomto letu však po jeho stroji La-5 střílela vlastní protiletadlová obrana a tak se mu podařilo s problémy vrátit na základnu (podle jiných zdrojů[zdroj⁠?!] jej napadl německý Messerschmitt Bf 110).
6., 7. a 8. července sestřelil po jednom nepřátelském Ju-87. Kožedub byl brzy povýšen do hodnosti mladšij lejtěnant, 9. července v jednom dni sestřelil dva stroje Messerschmitt Bf 109G a 16. července měl na svém kontě již 8 vítězství. V srpnu 1943 byl pověřen velením letky. Během tohoto měsíce v leteckých soubojích zničil tři Bf 109G, jeden Ju 87 a 22. srpna nad Charkovem jeden Focke-Wulf Fw 190. V sérii úspěchů pokračoval 9. září, kdy mu za oběť padl jeden Bf 109G a 30. září další Ju 87. Velkých úspěchů dosáhl během bojů v oblasti Dněpru v polovině října 1943, kdy sestřelil v průběhu jedenácti dní 10 nepřátelských strojů. Za celý měsíc říjen 1943 si připsal celkem 16 potvrzených sestřelů, včetně dvou bombardérů Heinkel He 111. Koncem roku byl povýšen do hodnosti staršij lejtěnant a stal se velitelem 3. eskadrily. Pluk měl základnu na letišti Kirovabad a bojoval nad 2. ukrajinským frontem.
Během prvního měsíce roku 1944 zvítězil Kožedub nad Bf 109G (16. ledna) a 30. ledna v jednom dni setřelil další Bf 109G a jeden Ju 87. 4. února 1944 mu byla udělena první hvězda Hrdiny Sovětského svazu. Na frontě v té době odlétal 146 misí a měl na kontě 31 potvrzených sestřelených nepřátelských letadel. Kožedubovým 32. a 33. sestřelem se staly 14. a 21. března střemhlavé bombardéry Ju 87. 11. dubna ve vzdušném boji porazil jeden Bf 109G, 19. dubna u Vulturulu He 111, 28. dubna severně od města Jassy Ju 87 a 29. dubna dva bitevníky Henschel Hs 129.
Od 2. května 1944 bojoval Ivan Kožedub na stroji La-5FN (s číslem 14), vyrobeným za peníze, které státu poskytl kolchozník z Stalingradské oblasti Vasilij V. Koněv. Již druhý den na tomto stroji sestřelil Ju 87 a 31. května u Skuljanu Fw 190. Svého 41. vítězství dosáhl Ivan Kožedub 1. června nad Ju 87, druhý den sestřelil Hs 129 a 3. června v jednom dni po třech Fw 190. Poslední sestřel u jednotky 240. IAP dosáhl 7. června. Jeho 46. obětí se v tento den stal stíhací letoun Bf 109G. Koncem června odevzdal svůj La-5FN č. 14 spolubojovníkovi K. A. Jevstignějevovi, který byl dvojnásobným Hrdinou SSSR, a následně byl přeložen k cvičnému pluku. Ale už v srpnu se stal zástupcem velitele 176. GIAP v hodnosti kapitan. Bojoval pak v rámci 3. pobaltského frontu. Prvních dvou potvrzených sestřelů u nové jednotky dosáhl 22. září (dva Fw 190) a 25. září sestřelil další „stodevadesátku“. Koncem léta 1944 byl pluk vyzbrojován novými stíhacími letouny Lavočkin La-7 a byl přemístěn k 1. běloruskému frontu. Následovalo další povýšení do hodnosti major. Kožedub získal stroj s číslem 27, na kterém létal až do konce války. Už 19. srpna roku 1944 mu byl za 256 misí a 48 sestřelů udělen 2. titul hrdiny SSSR.

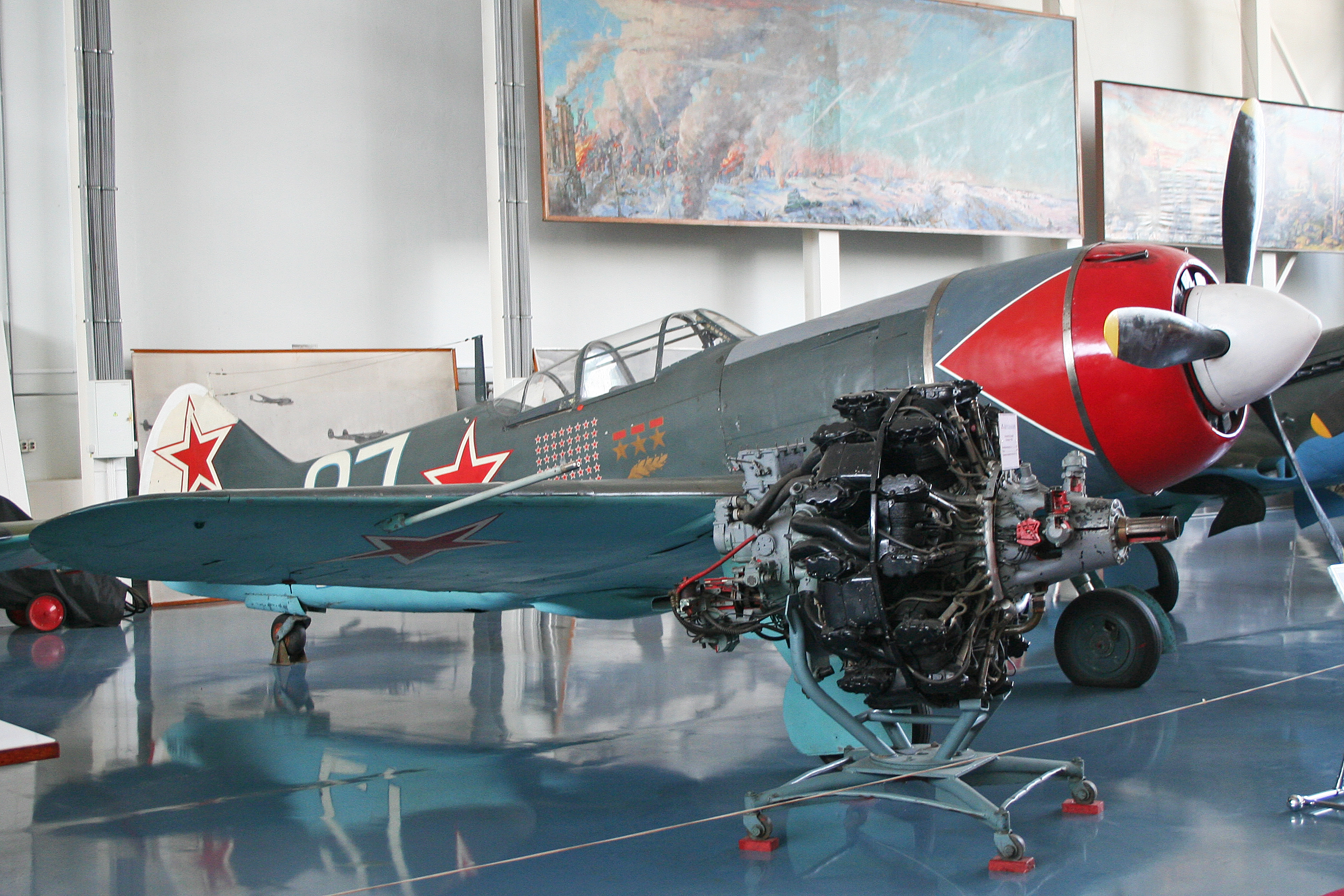
Lavočkin La-7 (9705727302, bílá 27) Ivana Nikitoviče Kožeduba, letecké muzeum Monino

Sérii vítězství na novém letounu La-7 zahájil 16. ledna 49. sestřelem stroje Fw 190.
Při jednom z následujících bojových letů byl jeho stroj nad nepřátelským územím zasažen palbou, přičemž začala hořet palivová nádrž v křídle. V této situaci se rozhodl pro taran.[zdroj?] Namířil svůj stroj k nejbližšímu nepřátelskému postavení, které zpozoroval a začal prudce klesat.[zdroj?] Proud vzduchu však v té chvíli uhasil hořící křídlo. Okamžitě proto vyrovnal prudké piké a nakonec se se štěstím vrátil na základnu.
Další úspěchy se dostavily během bojů v Polsku a Německu. 10. února ve vzduchu zlikvidoval svůj 50. nepřátelský letoun, Fw 190D. 12. února 1945 při běžném hlídkovém letu nad frontou společně se svým „číslem“ V. А. Gromankovským zpozoroval 13 nepřátelských letounů Fw-190. V následném boji bylo pět z nich sestřeleno, z toho tři sestřelil západně od Letschinu Kožedub. 19. února nad Odrou sestřelil německý proudový Messerschmitt Me 262 I./KG(J)54. V měsíci březnu porazil celkem šest Fw 190. Poslední dva sestřely (Fw 190) zaznamenal nad Berlínem 16. dubna 1945.
Dodnes zůstává velmi kontroverzním tématem sestřel dvou amerických letounů P-51 Mustang v březnu 1945, kterými byl napaden, když se sestava sovětských strojů přiblížila k jednomu z amerických bombardovacích svazů. Sovětské La-7 byly totiž podobné německým Fw 190. V zapeklité situaci Kožedub nehodlal riskovat vlastní život a oba dotírající Mustangy sestřelil. Sestřely mu nebyly uznány ani zapsány do oficiálních záznamů.
Setkání s Kožedubem a jeho pestře pomalovanou lavočkou číslo 27 se stalo osudným i pro americké piloty dvou P-51 Mustang. Ti jej 22. dubna 1945 nad Německem napadli, když se přiblížil podle amerických „měřítek“ příliš blízko jednomu svazu létajících pevností. Bylo známo, že američtí letci nad Evropou nerozeznávali německá a spojenecká letadla, většinou pálili po všem, co nemělo americké výsostné znaky. S tím se setkali i čeští piloti na lavočkách během Slovenského národního povstání, kdy je několikrát Američané nad Slovenskem napadli. Během dvou minut se jeden Mustang rozprskl na kousky, z toho druhého pilot stačil vyskočit na padáku.
Druhou světovou válku Kožedub ukončil s více než 320 bojovými misemi a se svými 62 samostatnými sestřely ve 120 střetnutích se stal největším leteckým esem sovětských vzdušných sil, jakož i spojeneckých sil ve 2. světové válce. Třetí hvězdu hrdiny SSSR Kožedub dostal 18. srpna 1945, až po skončení bojů v Evropě. Celkově byl pokládán za skvělého letce, své úspěchy dosahoval podobně jako Hans-Joachim Marseille či George Beurling díky velké přesnosti střelby, často dokonce z velkých úhlů.

### Poválečné období
I po válce sloužil v sovětském letectvu. Prošel výcvikem na proudových strojích MiG-15. V roce 1949 absolvoval Akademii vzdušných sil, v roce 1956 Akademii generálního štábu SSSR. Během války v Koreji velel 324. IAD. Jemu však bojové lety nebyly povoleny. Během války letci jeho divize zlikvidovali údajně až 239 nepřátelských strojů.
V letech 1964 až 1971 byl prvním zástupcem velitele letectva Moskevského vojenského okruhu. Od roku 1971 sloužil ve velení vzdušných sil. V roce 1978 byl převelen do komise generálních inspektorů ministerstva obrany SSSR. V roce 1985 Ivan Kožedub dosáhl hodnost maršála letectva. Byl členem prezídia DOSAAF a nejvyššího sovětu SSSR.